# Coolup
Coolup är en ort i Australien. Den ligger i kommunen Murray och delstaten Western Australia, omkring 89 kilometer söder om delstatshuvudstaden Perth. Antalet invånare är 192.
Runt Coolup är det mycket glesbefolkat, med 4 invånare per kvadratkilometer.. Närmaste större samhälle är Waroona, omkring 12 kilometer sydost om Coolup. 
Trakten runt Coolup består till största delen av jordbruksmark. Genomsnittlig årsnederbörd är 1 043 millimeter. Den regnigaste månaden är maj, med i genomsnitt 187 mm nederbörd, och den torraste är februari, med 6 mm nederbörd.